# Phosphodiesterase-3a
Die Phosphodiesterase-3a ist ein Enzym in Wirbeltieren, das  den Abbau von cAMP bewirkt. Beim Menschen kommt es in den Herzmuskelzellen vor und im weiblichen Organismus lässt es die Oozyten in Prophase I reifen. cGMP verdrängt cAMP aus der PDE3A und hemmt so den cAMP-Abbau.

## Medizinische Anwendungen
Durch Hemmung der Phosphodiesterase kann die Kontraktionskraft des Herzens erhöht werden (positiv inotrope Wirkung): Durch die vermehrte Akkumulation von cAMP in der Herzmuskelzelle wird die Proteinkinase A aktiviert, welche den Calcium-Kanal phosphoryliert. Dadurch öffnet sich dieser vermehrt und es kann mehr Calcium einströmen, die Kontraktionskraft des Herzens steigt.